# Hansetag der Neuzeit

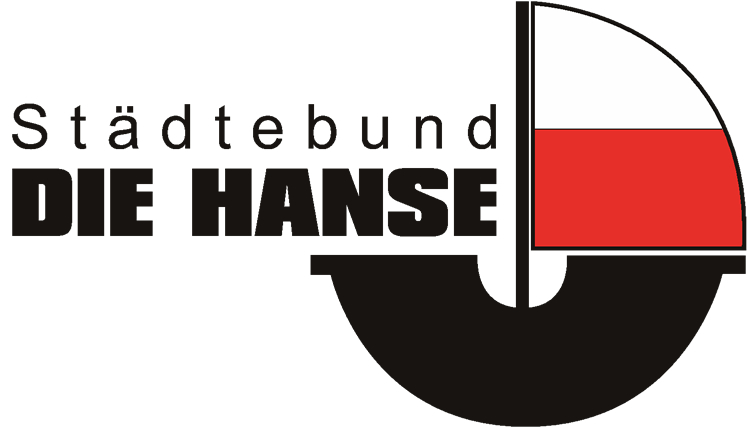
Der Internationale Hansetag wird jedes Jahr vom Städtebund Die Hanse veranstaltet.

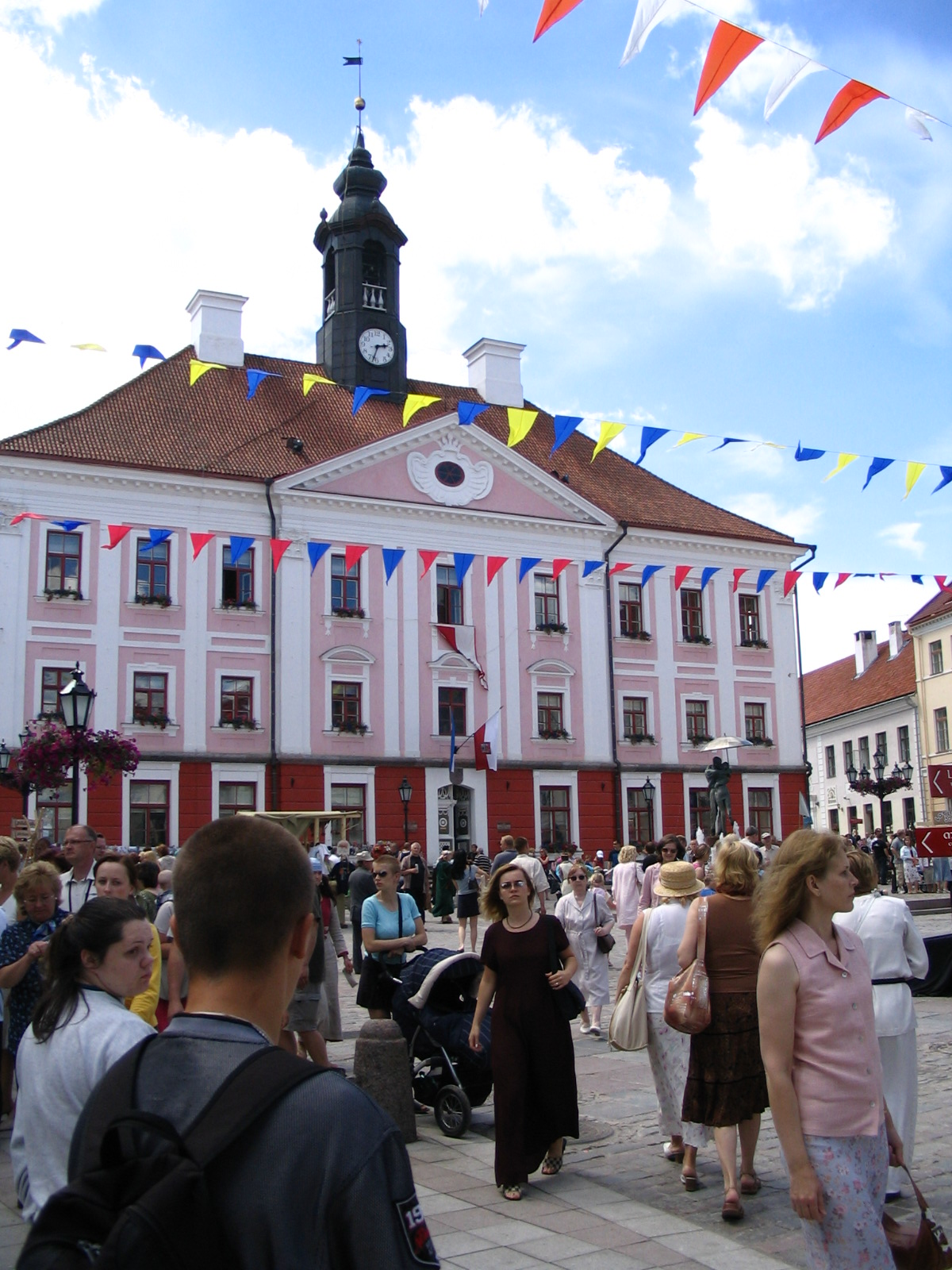
Hansetage 2005 am Rathaus von Tartu

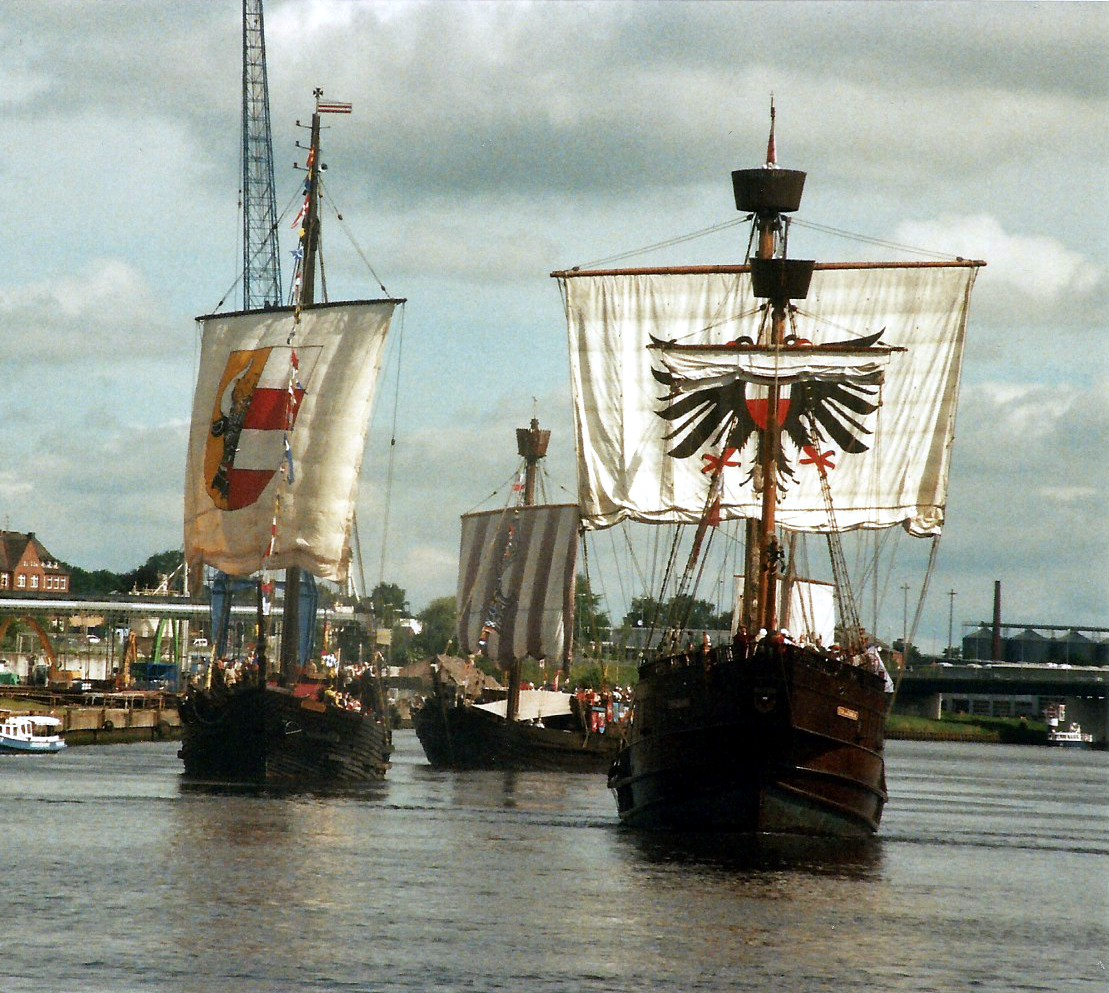
34. Hansetag in Lübeck 2014

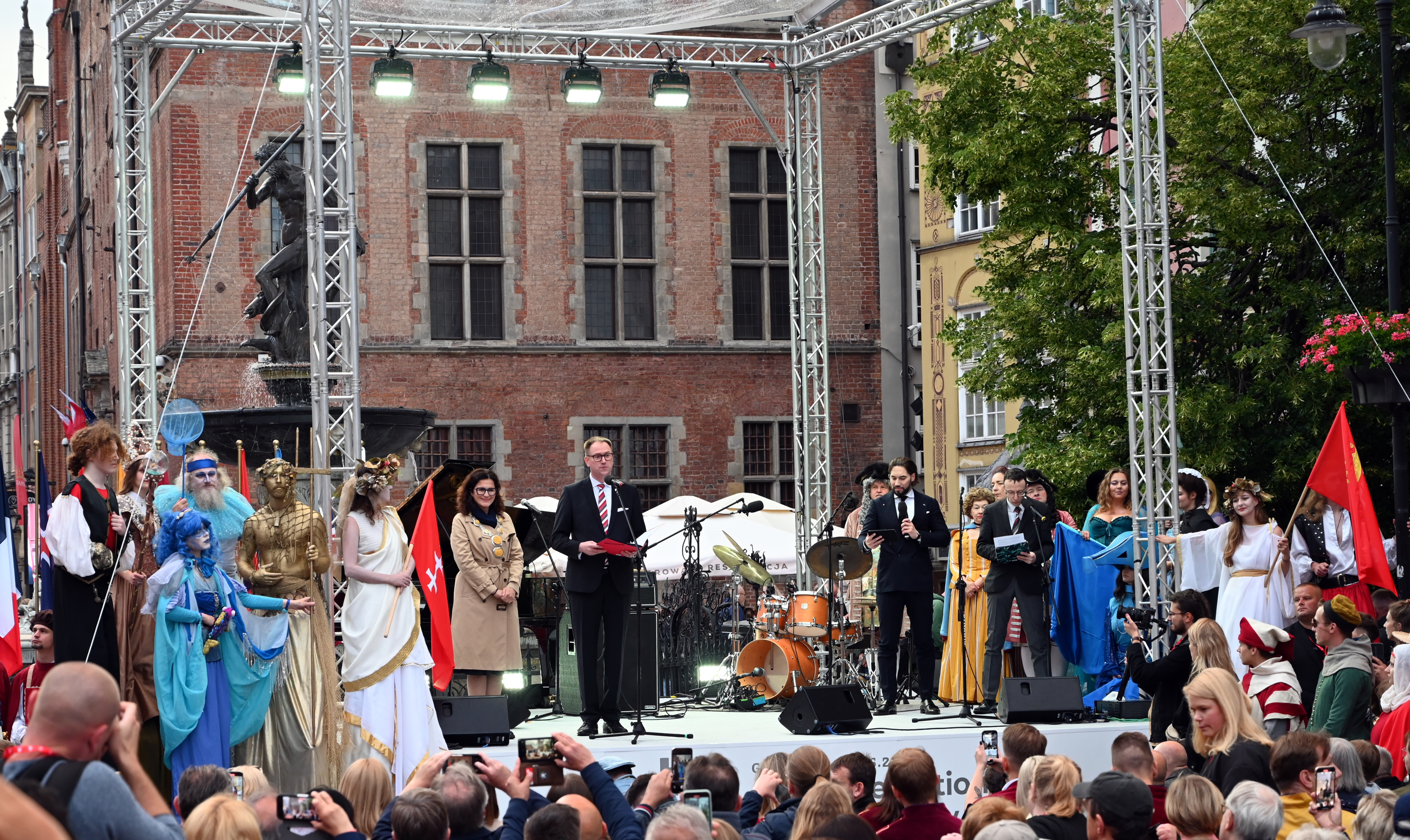
Danzig, 13. Juni 2024: Eröffnungsveranstaltung des 44. Hansetages. Links auf dem Podest Aleksandra Dulkiewicz, Stadtpräsidentin Danzigs. Rechts neben ihr Jan Lindenau, Bürgermeister von Lübeck und Vormann der Neuen Hanse, bei seiner Eröffnungsansprache.

Der Hansetag der Neuzeit bzw. offiziell der Internationale Hansetag ist die Zusammenkunft des Städtebundes Die Hanse, der alljährlich in einer der Mitgliedsstädte durchgeführt wird. Ehemalige Hansestädte haben im Jahr 1980 in der niederländischen Stadt Zwolle die Hanse neu begründet, um den grenzüberschreitenden Hansegedanken wieder zu beleben, das Selbstbewusstsein der Hansestädte zu fördern und die Zusammenarbeit zu entwickeln. Die Neue Hanse ist seither die weltweit größte freiwillige Städtegemeinschaft.

## Entwicklung
Seit 1990 wird besonders auf eine Einbindung der zuvor im Ostblock gelegenen Hansestädte Wert gelegt.
Auf dem Treffen der Hansekommission in Stade 1993 beschlossen die damals rund 100 Hansestädte aus 11 Ländern (Estland, Finnland, Lettland, Litauen, Niederlande, Belgien, Norwegen, Schweden, Polen, Russland und Deutschland) als gemeinsames Projekt im Rahmen einer Solidaritätsaktion aller Hansestädte, die St.-Nikolaus-Kathedrale im Hansehof von Nowgorod zu restaurieren. Die Federführung in dieser Angelegenheit übernahmen die Städte Visby (Schweden) und Bergen (Norwegen). Insgesamt wurden rund 325.000 € von Deutschland, den Niederlanden, Belgien, Norwegen, Schweden, Finnland, 
Estland, Lettland und Litauen  aufgebracht. Die Arbeiten begannen im Juli 1994 und wurden im Juni 1999 beendet.

## Bisherige und geplante Hansetage
| Hansetag                             | Hansestadt                       | Land                  | Motto                                                                                         | Anmerkungen |
| ------------------------------------ | -------------------------------- | --------------------- | --------------------------------------------------------------------------------------------- | --- |
| 01. Hansetag 1980                    | Zwolle                           | Niederlande           |                                                                                               | – |
| 02. Hansetag 4. September 1982       | Dortmund                         | Deutschland           | 1100 Jahre Dortmund – Dortmund und die Hanse                                                  | – |
| 03. Hansetag 9. September 1983       | Lübeck                           | Deutschland           | Die Wiederentdeckung und Wiederbelebung der historischen Altstädte                            | – |
| 04. Hansetag 1984                    | Neuss                            | Deutschland           | Die Stadt – Motor wirtschaftlicher Entwicklung                                                | Neuss hatte zwar 1475 von Friedrich III. die Privilegien einer Hansestadt erhalten, gehörte dem Bund aber nicht an. Seit 1980 ist die Stadt Mitglied der Hanse der Neuzeit. Anlässlich ihrer 2000-Jahr-Feier richtete sie den ersten Hansetag ihrer Geschichte aus. |
| 05. Hansetag 1985                    | Braunschweig                     | Deutschland           | Kultur und Wissenschaft der Hansestädte                                                       | – |
| 06. Hansetag 1986                    | Duisburg                         | Deutschland           | Städtebündnisse im Mittelalter – Städtepartnerschaften unserer Zeit                           | – |
| 07. Hansetag 1987                    | Kalmar                           | Schweden              | Mensch und Umwelt                                                                             | – |
| 08. Hansetag 16.–19. September 1988  | Köln                             | Deutschland           | Reiseziele Hansestädte                                                                        | – |
| 09. Hansetag 1989                    | Hamburg                          | Deutschland           | 1992 – Die Einführung des Europäischen Binnenmarktes                                          | 800. Hafengeburtstag |
| 10. Hansetag 1990                    | Deventer und Zutphen             | Niederlande           | Kommunikation zwischen Unternehmen und Städten                                                | – |
| 11. Hansetag 1991                    | Wesel                            | Deutschland           | Hanse – Band ohne Grenzen                                                                     | – |
| 12. Hansetag 1992                    | Tallinn                          | Estland               | Renaissance des Hansehandels                                                                  | – |
| 13. Hansetag 1993                    | Münster                          | Deutschland           | Die Rolle der Städte beim Wiederaufbau Europas                                                | – |
| 14. Hansetag 1994                    | Stade                            | Deutschland           | Von Brugge bis Nowgorod: Auch heute: Stadtluft macht frei                                     | – |
| 15. Hansetag 1995                    | Soest                            | Deutschland           | Europa ohne Grenzen?! – Hanse der Neuzeit: Grundlage für Verständigung, Wohlstand und Frieden | – |
| 16. Hansetag 1996                    | Bergen                           | Norwegen              | Die See verbindet uns                                                                         | – |
| 17. Hansetag 1997                    | Danzig                           | Polen                 | Hanse investiert in den Hansestädten                                                          | – |
| 18. Hansetag 1998                    | Visby                            | Schweden              | Mit der Hanse in die Zukunft                                                                  | – |
| 19. Hansetag 1999                    | Oldenzaal                        | Niederlande           | An der Schwelle eines neuen Jahrtausends                                                      | – |
| 20. Hansetag 25.–28. Mai 2000        | Zwolle                           | Niederlande           | Brücken bauen für die Zukunft – Internationaler Wissens- und Kulturaustausch                  | – |
| 21. Hansetag 7.–10. Juni 2001        | Riga                             | Lettland              | Lebendige Geschichte – lebendiger Geist                                                       | – |
| 22. Hansetag 27.–30. Juni 2002       | Brügge                           | Belgien               | Ein Privileg für alle                                                                         | – |
| 23. Hansetag 22.–25. Mai 2003        | Frankfurt (Oder) und Słubice     | Deutschland und Polen | Miteinander nach Europa                                                                       | – |
| 24. Hansetag 17.–20. Juni 2004       | Turku                            | Finnland              | Vitalität durch Zusammenarbeit                                                                | – |
| 25. Hansetag 30. Juni – 3. Juli 2005 | Tartu                            | Estland               | Das Lächeln der Vergangenheit                                                                 | – |
| 26. Hansetag 15.–18. Juni 2006       | Osnabrück                        | Deutschland           | Europa in Osnabrück                                                                           | – |
| 27. Hansetag 10.–13. Mai 2007        | Lippstadt                        | Deutschland           | Miteinander handeln                                                                           | – |
| 28. Hansetag 5.–8. Juni 2008         | Salzwedel                        | Deutschland           | Zukunft trifft Vergangenheit                                                                  | – |
| 29. Hansetag 18.–21. Juni 2009       | Nowgorod                         | Russland              | Die Grenzen erweitern …                                                                       | – |
| 30. Hansetag 24.–27. Juni 2010       | Pärnu                            | Estland               | Unsere Zukunft täglich neu gestalten                                                          | – |
| 31. Hansetag 18.–23. Mai 2011        | Kaunas                           | Litauen               | Erinnern – Beleben – Stolz sein                                                               | – |
| 32. Hansetag 28. Juni – 1. Juli 2012 | Lüneburg                         | Deutschland           | Verbindungen leben – Netzwerk Hanse                                                           | – |
| 33. Hansetag 13.–16. Juni 2013       | Herford                          | Deutschland           | Willkommen Europa! – Gemeinsam mehr bewegen                                                   | – |
| 34. Hansetag 22.–25. Mai 2014        | Lübeck                           | Deutschland           | Lübeck auf Immerwiedersehen                                                                   | Zum 34. Hansetag der Neuzeit in Lübeck 2014 sollte im Norden der Lübecker Altstadt das Europäische Hansemuseum eröffnet werden. Vor allem auf Grund bedeutender archäologischer Funde wurde die Eröffnung auf 2015 verschoben. Es soll den Besuchern die Geschichte der Hanse näher bringen, woraus sie bestand und was sie tat. Dafür reisen die Besucher von Lübeck in die vier Kontore der Hanse, das Hansekontor in Brügge, den Tyske Brygge in Bergen, den Peterhof in Nowgorod und den Stalhof in London. |
| 35. Hansetag 4.–7. Juni 2015         | Viljandi                         | Estland               | Hier, um kreativ zu sein                                                                      | – |
| 36. Hansetag 9.–12. Juni 2016        | Bergen                           | Norwegen              | Vergangenheit ist Zukunft                                                                     | – |
| 37. Hansetag 15.–18. Juni 2017       | Kampen                           | Niederlande           | Wasser verbindet                                                                              | – |
| 38. Hansetag 21.–24. Juni 2018       | Rostock                          | Deutschland           | Einfach handeln!                                                                              | 190 Mitgliedsstädte aus 16 Ländern waren auf dem Hansetag 2018 vertreten. |
| 39. Hansetag 27.–30. Juni 2019       | Pskow (historisch auch: Pleskau) | Russland              | Aufeinander zugehen                                                                           | Zum Programm gehörten ein mehrtägiges Chorfestival, das Wirtschaftsforum und ein Mittelaltermarkt, auf dem sich 61 Hansestädte präsentierten. Zudem wurde die Aufnahme von Hannover und der Beitritt von Great Yarmouth sowie Staraja Russa in den Hansebund beschlossen. |
| 40. Hansetag 4.–7. Juni 2020         | Brilon                           | Deutschland           | Hanse. Heimat. Handgemacht.                                                                   | Zunächst Absage wegen der COVID-19-Pandemie, dann „erster virtueller Hansetag in der 660-jährigen Geschichte der Hanse“. |
| 41. Hansetag 19.–22. August 2021     | Riga                             | Lettland              | Durch die Jahrhunderte segeln!                                                                | Aufgrund der Pandemie wurde der Hansetag vorrangig online veranstaltet. Es gab aber auch einige lokale Veranstaltungen sowie einen Markt der lettischen Hansestädte. |
| 42. Hansetag 26.–29. Mai 2022        | Neuss                            | Deutschland           | Im Fluss der Zeit                                                                             | Die Stadt Neuss war kein offizielles Mitglied der Hanse; sie hatte zwar 1475 von Friedrich III. die Privilegien einer Hansestadt erhalten, gehörte dem Bund aber formell nicht an. Seit 1980 ist sie Mitglied der Hanse der Neuzeit. Mehr als 220.000 Besucher sowie 1.000 Gäste aus 97 Hansestädten aus dreizehn Ländern nahmen am Hansetag 2022 teil. Neuss hatte schon den Hansetag 1984 ausgerichtet. |
| 43. Hansetag 22.–25. Juni 2023       | Toruń                            | Polen                 | Toruń. Im Orbit der Städte                                                                    | – |
| 44. Hansetag 13.–16. Juni 2024       | Gdańsk                           | Polen                 | Der Wandel beginnt hier                                                                       | – |
| 45. Hansetag 5.–8. Juni 2025         | Visby                            | Schweden              | Zusammen weiter voran                                                                         | – |
| 46. Hansetag 11.–14. Juni 2026       | Stargard                         | Polen                 |                                                                                               | – |
| 47. Hansetag 10.–13. Juni 2027       | Braunschweig                     | Deutschland           |                                                                                               | – |
| 48. Hansetag 2028                    | Stralsund                        | Deutschland           |                                                                                               | – |
| 49. Hansetag 2029                    | Wismar                           | Deutschland           |                                                                                               | – |
| 50. Hansetag 2030                    | Zwolle                           | Niederlande           |                                                                                               | – |
| 51. Hansetag 2031                    | Harderwijk                       | Niederlande           |                                                                                               | – |
| 52. Hansetag 2032                    | Elbląg                           | Polen                 |                                                                                               | – |
| 53. Hansetag 2033                    | Brügge                           | Belgien               |                                                                                               | – |
| 54. Hansetag 2034                    | Halle (Saale)                    | Deutschland           |                                                                                               | – |
| 55. Hansetag 2035                    | Valmiera                         | Lettland              |                                                                                               | – |
| 56. Hansetag 2036                    | Warburg                          | Deutschland           |                                                                                               | – |
| 57. Hansetag 2037                    | Greifswald                       | Deutschland           |                                                                                               | – |
| 58. Hansetag 2038                    | Salzwedel                        | Deutschland           |                                                                                               | – |
| 59. Hansetag 2039                    | Nowgorod                         | Russland              |                                                                                               | – |
| 60. Hansetag 2040                    |                                  |                       |                                                                                               | – |
| 61. Hansetag 2041                    |                                  |                       |                                                                                               | – |
| 62. Hansetag 2042                    |                                  |                       |                                                                                               | – |
| 63. Hansetag 2043                    | Lübeck                           | Deutschland           |                                                                                               | vorgemerkt; Entscheidung 2028 |

Quelle:, für 2019, 2038 und 2039:
Auf der Delegiertenversammlung am 15. Juni 2013 während des 33. Hansetags in Herford wurde beschlossen, die Orte für weitere Hansetage erst 15 Jahre im Voraus festzulegen.

## Regionale Hansetage
Neben dem internationalen Städtebund Die Hanse haben sich eigenständige regionale Hanse-Städtebünde gegründet, als größter der Westfälische Hansebund 1983. Ihm gehören rund 45 ehemalige Hansestädte aus Westfalen an, das Kontor befindet sich in Herford. Der Westfälische Hansebund veranstaltet eigene Hansetage.
Am Niederrhein besteht seit 2009 der Rheinische Hansetag.